# اوستاپ اسلایوینسکی
اوستاپ اسلایوینسکی (انگلیسی: Ostap Slyvynsky؛ زادهٔ ۱۴ اکتبر ۱۹۷۸) شاعر، جستار، نقد ادبی، ترجمه اهل اوکراین است.